# جی آر فرگوسن
جی آر فرگوسن (انگلیسی: Jay R. Ferguson؛ زادهٔ ۲۵ ژوئیهٔ ۱۹۷۴) یک هنرپیشه اهل ایالات متحده آمریکا است.

## بخشی از فیلمشناسی
از فیلم‌ها یا برنامه‌های تلویزیونی که وی در آن نقش داشته‌است می‌توان به آثار زیر اشاره کرد.
- آموزش برتر (۱۹۹۵)
- داستان‌های کمپ آتش (۱۹۹۷)
- دختر (فیلم ۱۹۹۸) (۱۹۹۸)
- قاتل درون من (فیلم ۲۰۱۰) (۲۰۱۰)
- خوش شانس (۲۰۱۲)
- قاضی امی (۲۰۰۳–۰۴)
- سی‌اس‌آی: میامی (۲۰۰۸)
- علف (مجموعه تلویزیونی) (۲۰۰۹)
- به من دروغ بگو (۲۰۰۹)
- کسل (مجموعه تلویزیونی) (۲۰۱۰)
- مد من (۲۰۱۰–۱۵)
- مهره سوخته (۲۰۱۱)
- ری داناوان (۲۰۱۳)
- در جستجوی زندگی (۲۰۱۵)